# Camillo Boccaccino

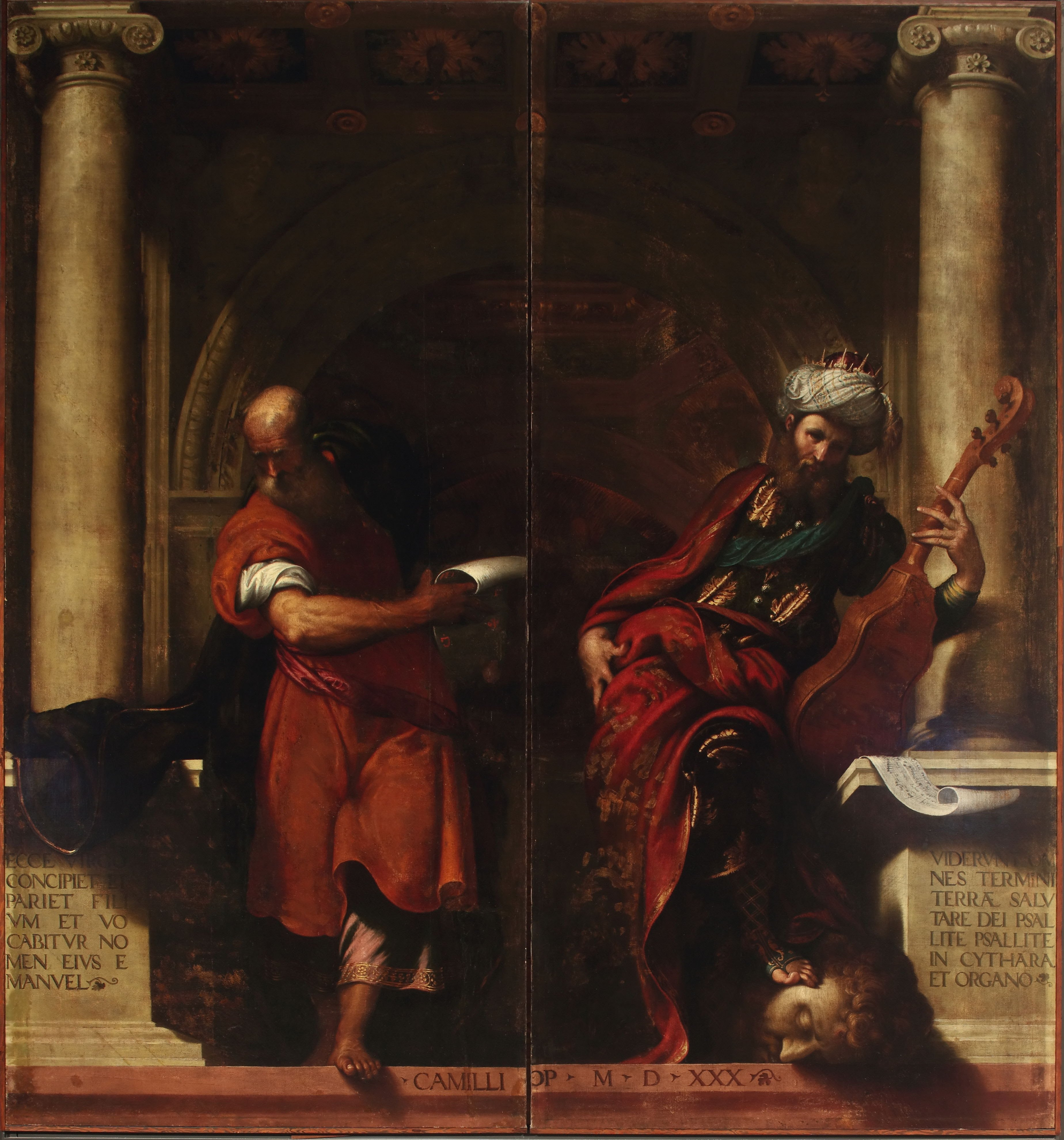
Camillo Boccaccino: Il profeta Isaia e il re Davide, tela (Piacenza, Palazzo Farnese)

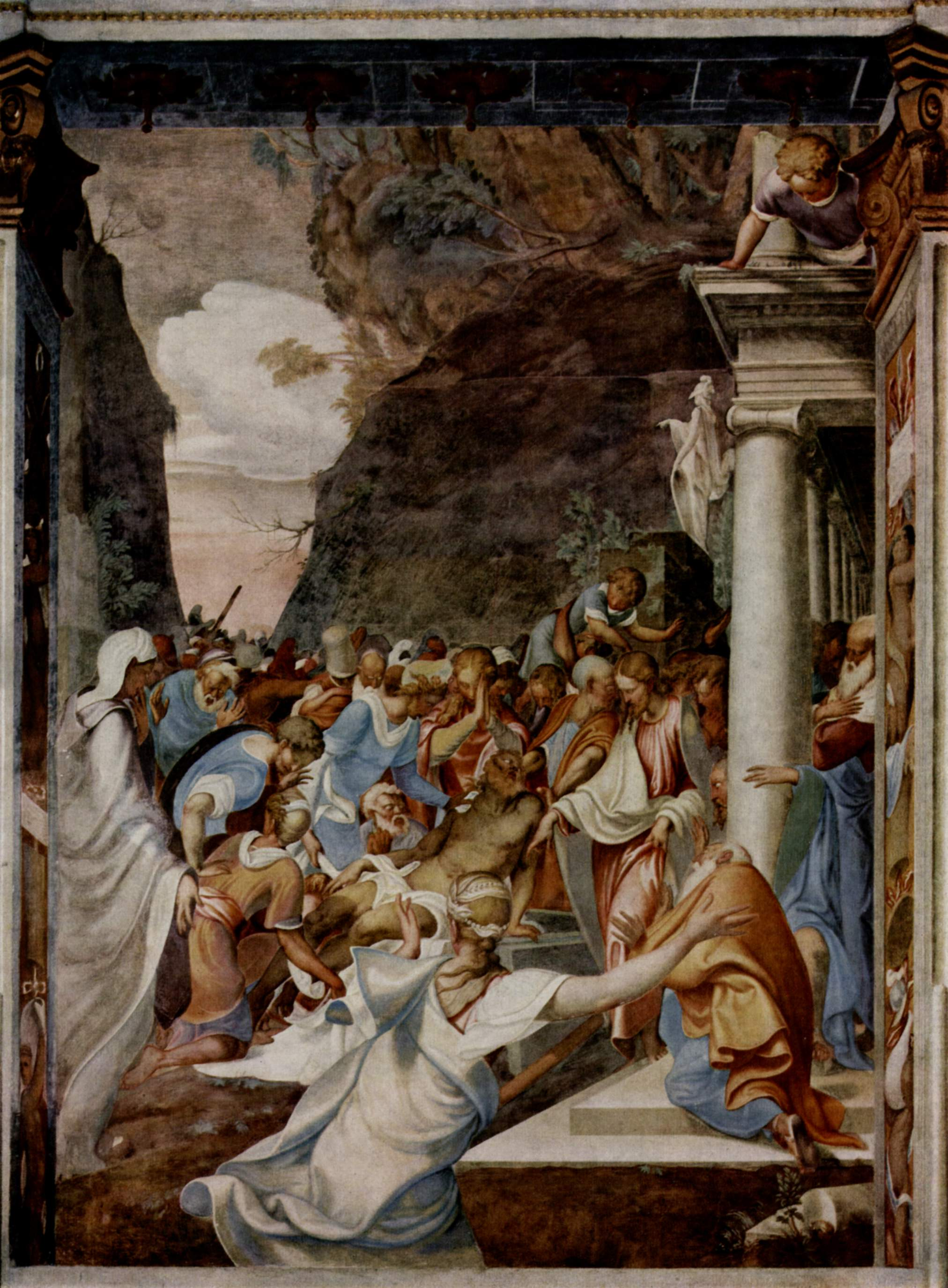
Camillo Boccaccino: Resurrezione di Lazzaro, affresco (Cremona, S. Sigismondo)

Camillo Boccaccino (Cremona, 1505 – Cremona, 2 gennaio 1546) è stato un pittore italiano.

## Biografia
Figlio del ferrarese Boccaccio Boccaccino, dopo una prima educazione presso il padre Camillo dovette risiedere a Venezia (dove è documentato nel 1525), studiando forse nella bottega di Tiziano e osservando attentamente anche i dipinti del Pordenone.
I capolavori di questo periodo sono le ante d'organo di Santa Maria di Campagna a Piacenza (1529), oggi smembrate (i due pannelli con l'Annunciazione sono tuttora in loco mentre le ante con David e Isaia sono oggi alla Pinacoteca di Palazzo Farnese), attribuiti significativamente in passato (da Roberto Longhi) allo stesso Tiziano ma non immemori della pittura di Dosso Dossi.
La pala per la chiesa di San Bartolomeo a Cremona, datata 1532 (oggi a Milano, Pinacoteca di Brera) mostra anche influssi dell'arte di Raffaello e di Correggio (si veda il Cristo in gloria nell'abside di San Sigismondo a Cremona).
Negli anni successivi l'artista mostra di aggiornare sempre di più i suoi caratteri stilistici anche con la conoscenza del raffinato manierismo di Giulio Romano e Parmigianino, come è evidente nel ciclo di affreschi che decora il presbiterio della chiesa di San Sigismondo a Cremona (1535 circa), in particolare nelle scene dell'Adultera e della Resurrezione di Lazzaro.
L'influsso di Giulio Romano è evidente nei disegni preparatori per gli apparati effimeri (eseguiti in collaborazione con Giulio Campi) per l'ingresso a Cremona dell'imperatore Carlo V nel 1541.
L'artista morì improvvisamente a 40 anni, il 2 gennaio 1546 mentre stava affrescando la cappella con le Storie della Vergine nella chiesa cremonese di San Sigismondo.